# Liste der costa-ricanischen Botschafter in Belgien
Die Botschaft befindet sich in 489 Avenue Louise in Brüssel. Der Botschafter in Brüssel ist regelmäßig auch bei der EU und in Luxemburg akkreditiert.

## Geschichte
Am 26. Juli 1858 wurde Auguste t’Kint de Roodenbeke als belgischer Ministre plénipotentiaire in San José (Costa Rica) akkreditiert. Am 31. August 1858 unterzeichnete Auguste t’Kint de Roodenbeke einen Vertrag über Freundschaft, Handel und Schifffahrt.
| Agrément/Ernennung/Akkreditierung (Diplomatie) | Botschafter                      | Bemerkungen                                                                  | ernannt von                       | akkreditiert während der Regierung von | Posten verlassen |
| ---------------------------------------------- | -------------------------------- | ---------------------------------------------------------------------------- | --------------------------------- | -------------------------------------- | ---------------- |
| 15. Dez. 1862                                  | José M. Guillón                  | Konsul in Brüssel                                                            | José María Montealegre Fernández  | Charles Rogier                         |                  |
| 15. Dez. 1862                                  | León de Ferwagne                 | Konsul in Antwerpen                                                          | José María Montealegre Fernández  | Charles Rogier                         |                  |
| 1872                                           | Carlos Gutiérrez                 | Ministre plénipotentiaire                                                    | Tomás Guardia Gutierrez           | Jules Malou                            | 1873             |
| 1880                                           | Manuel María de Peralta y Alfaro | Ministre plénipotentiaire                                                    | Tomás Guardia Gutierrez           | H.-J.-W. Frère-Orban                   | 1883             |
| 1883                                           | León Fernández Bonilla           | León Fernández Bonilla                                                       | Próspero Fernández Oreamuno       | H.-J.-W. Frère-Orban                   | 1887             |
| 1887                                           | Manuel María de Peralta y Alfaro | Ministre plénipotentiaire Sitz Madrid anschließend in Paris                  | Bernardo Soto y Alfaro            | Auguste Beernaert                      | 1930             |
| 1958                                           | Rodolfo J. Pinto Echeverría      | Ministre plénipotentiaire Sitz in Paris                                      | Mario Echandi Jiménez             | Gaston Eyskens                         | 1962             |
| 1962                                           | Guillermo Arguedas Pérez         | Botschafter                                                                  | Francisco José Orlich Bolmarcich  | Théo Lefèvre                           | 1966             |
| 1967                                           | Herbert Hütt Gil                 | Botschafter Sitz in Paris, Arzt                                              | José Joaquín Trejos Fernández     | Paul Vanden Boeynants                  | 1968             |
| 1969                                           | Virgilio Chaverri Ugalde         | Botschafter Sitz in Paris                                                    | José Joaquín Trejos Fernández     | Gaston Eyskens                         | 1970             |
| 1970                                           | Manuel Dobles Sánchez            | (* 6 agosto 1922)                                                            | José Figueres Ferrer              | Gaston Eyskens                         | 1974             |
| 1975                                           | Eduardo Echeverría Villafranca   | Botschafter Sitz in London                                                   | Daniel Oduber Quirós              | Leo Tindemans                          | 1977             |
| 1978                                           | Guillermo Lachner Guier          | (1934–1990)                                                                  | Rodrigo Carazo Odio               | Paul Vanden Boeynants                  | 1980             |
| 1980                                           | José Luis Redondo Gómez          | (* 1923), Professeur de Droit International,                                 | Rodrigo Carazo Odio               | Wilfried Martens                       | 1982             |
| 1982                                           | Fabio Carballo Montero           | (* 1929)                                                                     | Luis Alberto Monge Álvarez        | Wilfried Martens                       | 1985             |
| 1985                                           | Claudio Soto Badilla             | (1927–1989)                                                                  | Luis Alberto Monge Álvarez        | Wilfried Martens                       | 26. März 1986    |
| 1986                                           | Daniel Ratton Thierry            |                                                                              | Óscar Arias Sánchez               | Wilfried Martens                       | 1990             |
| 1990                                           | Guillermo Jiménez Ramírez        | (* 1927)                                                                     | Rafael Ángel Calderón Fournier    | Wilfried Martens                       | 1992             |
| 1992                                           | Alfonso Guardia Mora             | Kousin von Rafael Ángel Calderón Fournier, Eigentümer der Eurocomer Company. | Rafael Ángel Calderón Fournier    | Jean-Luc Dehaene                       | 1994             |
| 1994                                           | Alvaro Sancho Castro             | (* 1927)                                                                     | José María Figueres Olsen         | Jean-Luc Dehaene                       | 1996             |
| 1996                                           | Mario Carvajal Herrera           |                                                                              | José María Figueres Olsen         | Jean-Luc Dehaene                       | 1998             |
| 1998                                           | Mario Alberto Fernández Silva    | 2011: Botschafter in Tokio                                                   | Miguel Angel Rodríguez Echeverría | Jean-Luc Dehaene                       |                  |
| 16. Dez. 2002                                  | María Salvadora Ortiz            |                                                                              | Abel Pacheco                      | Guy Verhofstadt                        |                  |
| 6. Juli 2007                                   | Roberto Echandi                  |                                                                              | Óscar Arias Sánchez               | Guy Verhofstadt                        |                  |
| 16. Mai 2011                                   | Tomás Dueñas Leiva               |                                                                              | Laura Chinchilla                  | Yves Leterme                           |                  |
| 19. Mai 2014                                   | Istvan Alfaro Solano             |                                                                              | Luis Guillermo Solís              | Elio Di Rupo                           |                  |